# Squadra volante della Polizia di Stato
La Squadra Volante della Polizia di Stato (nota anche come Reparto Volanti) è una sezione dell'Ufficio prevenzione generale e soccorso pubblico della Polizia di Stato italiana, che assicura il pronto intervento 24 ore su 24, chiamando il NUE 112 e ove questo non sia attivo il 113. 
È diretta da un funzionario della Polizia di Stato ed è presente in ogni questura.
La caratteristica principale delle Volanti è quella di pattugliare costantemente il territorio con l'utilizzo delle autovetture, le famose "pantere", con i classici colori della Polizia.
Le auto usate dalla Squadra Volante sono attrezzate in maniera specifica e, per il loro utilizzo, prevedono blindature e parabrezza antiproiettile e antisfondamento, i finestrini laterali non sono antiproiettile ma sono antisfondamento. Ci sono particolari protezioni alle portiere e la caratteristica paratia, o divisorio, che separa i poliziotti dai fermati.

## Storia

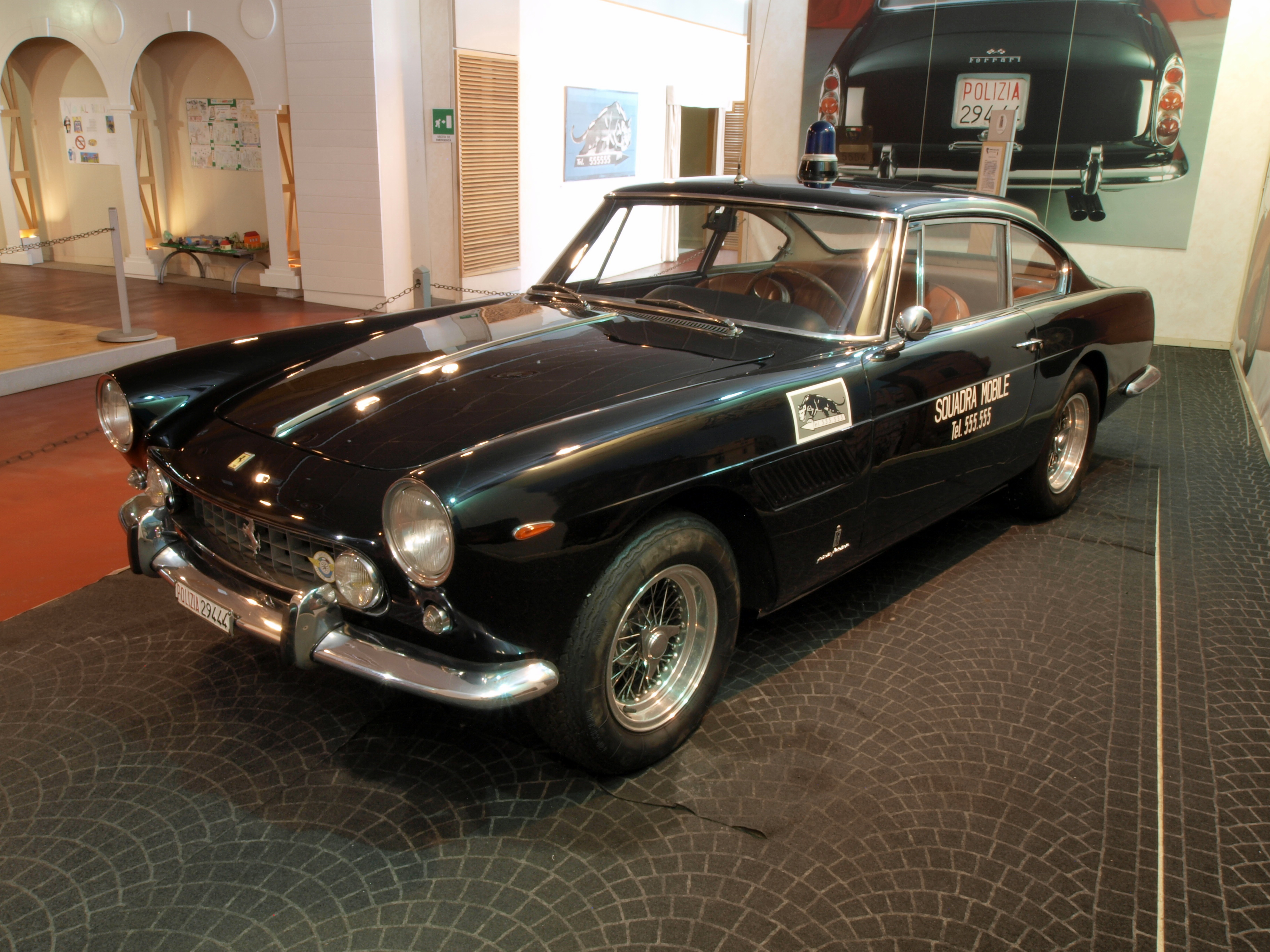
Ferrari 250 GT/E del 1962, assegnata al maresciallo Armando Spatafora dal 1963 al 1973

La prima volante del Corpo delle guardie di pubblica sicurezza fu una Alfa Romeo 1900 TI del 1952. Dal colore nero, dalle agilità e velocità "predatorie" e dalla similitudine del frontale con il muso del felino, venne coniato il nome "Pantera", poi attribuito anche alla Alfa Romeo Giulia Super ed alla Ferrari 250 GTE del maresciallo siracusano Armando Spatafora. Su queste vetture venne utilizzato per la prima volta lo stemma delle "volanti" costituito appunto da una pantera nera sopra una freccia bianca.
Negli anni '60 e '70 il colore divenne verde e apparve la scritta Polizia - Squadra Volante sugli sportelli anteriori delle vetture. Dal 1976 le vetture diventarono azzurre con fasce bianche ai lati e la scritta squadrata "POLIZIA", a cavallo della fascia, bicolore e in controcolore rispetto allo sfondo. Negli anni vi sono state diverse variazioni schematiche: sulle Alfa Romeo 33 la scritta venne sistemata sullo sportello anteriore e il disco 113 fu arretrato su quello posteriore, mentre sulle Alfa Romeo 155 la fascia divenne doppia. Dalla fine degli anni '90 (esordio sulla Fiat Marea) la scritta è stata arrotondata nei caratteri, inclinata e apposta sullo sfondo azzurro appena sotto la fascia, risultando peraltro di difficile lettura da lontano, non essendoci più una metà in contrasto di colore. Con l'Alfa 159 è stata stilizzata la pantera, ora bianca e sulla fascia, mentre il 113 non è più indicato da un disco ed è disposto sui montanti posteriori della vettura.

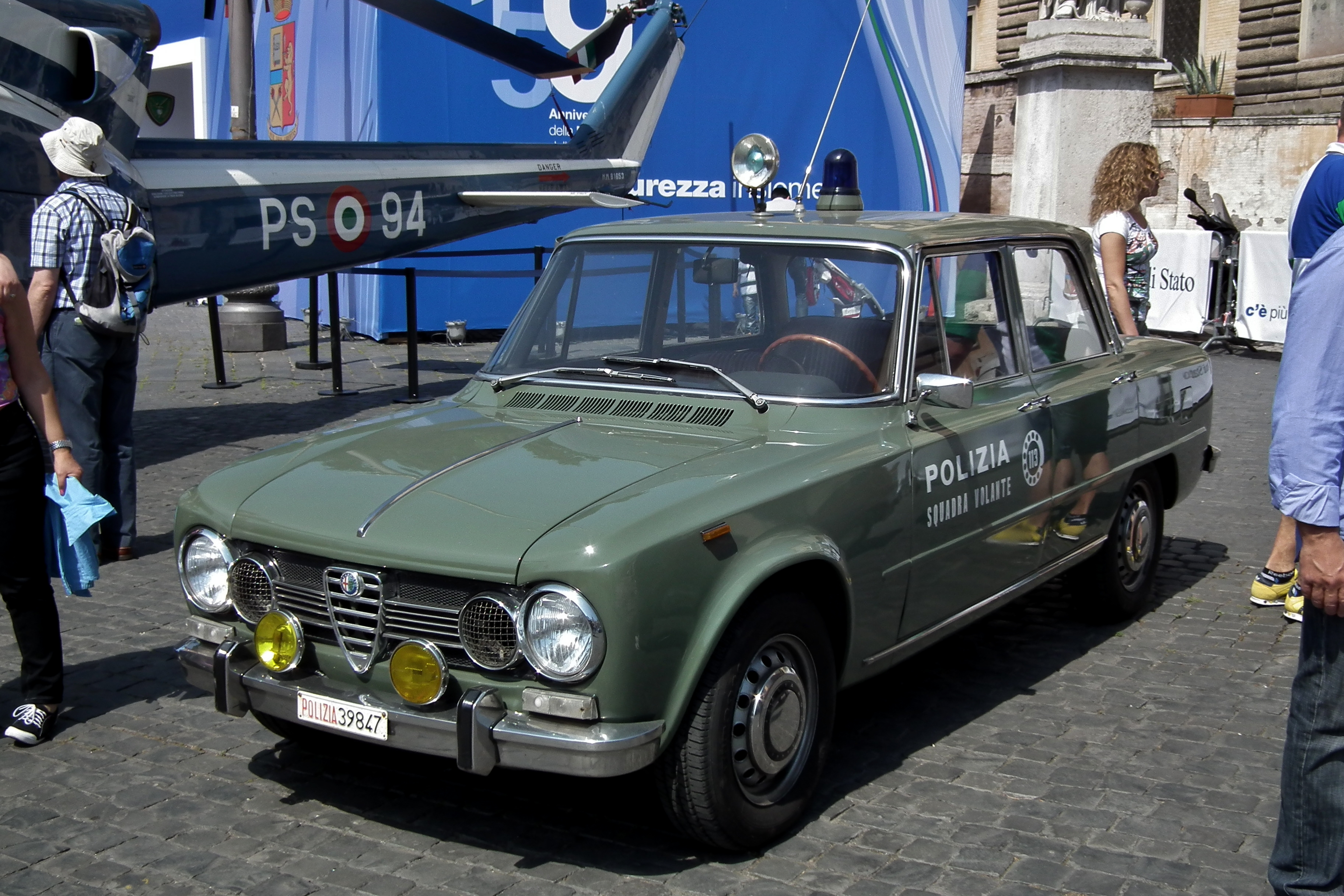
Alfa Romeo Giulia Super, volante più nota delle forze di polizia italiane, in livrea verde usata fino al 1976.

Dopo le Giulia furono utilizzate, come vetture di punta, le Alfa Romeo Alfetta, seguite dalle Giulietta (dalla fine degli anni '70 e per tutti gli anni '80), dalle Alfa 33 I serie (dalla metà degli anni '80 fino ai primi anni '90), le 33 II serie (per tutti gli anni '90), le 155 (dalla metà degli anni '90 fino agli inoltrati anni 2000) e le Fiat Marea (fine anni '90 e per tutto il primo decennio del XXI secolo). Assieme a queste vetture sono stati utilizzati altri modelli, tra cui le Alfa Romeo Alfasud (anni '70 e '80) e le Fiat Tipo, usate dai primissimi anni '90 fino agli inoltrati anni 2000.

## Casistica d'impiego
Ciascun equipaggio della Squadra Volante è composto esclusivamente da due operatori. In alcuni casi, come nel passato, sono impiegati equipaggi composti da tre operatori ma con autovetture non specializzate (senza paratia interna, blindatura e protezioni varie). Le Volanti intervengono per qualsiasi richiesta pervenuta al NUE 112 (ove attivo) o al 113  (quali la repressione dei reati e il soccorso pubblico), oltre ad effettuare interventi o controlli “di iniziativa” durante il servizio di pattugliamento/perlustrazione. Gli operatori ricevono una regolare formazione durante l'anno o una formazione specifica presso la Scuola per il Controllo del territorio di Pescara, frequentando o un corso denominato Corso OCT (Operatore Controllo del Territorio), per affrontare ogni tipo di missione, dai semplici rumori molesti alle liti familiari o condominiali, sino ad eventi più gravi come risse, scippi, rapine o omicidi.

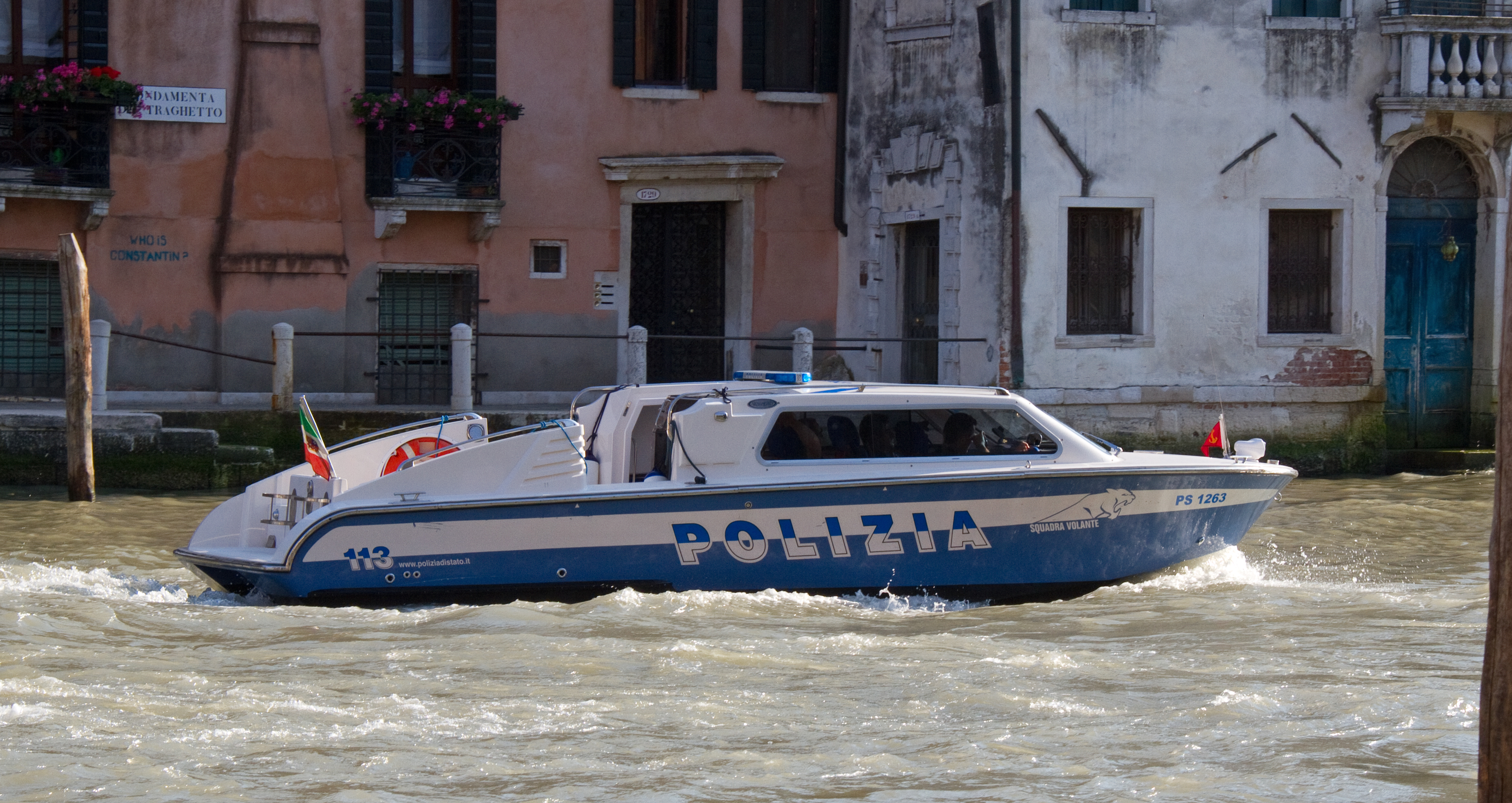
Motoscafo Vizianello. Natante in dotazione alla Questura di Venezia in servizio di "Volante Lagunare"

 Una Squadra Volante è suddivisa in nuclei, il cui numero varia in base alla grandezza della città, alla complessità e all'estensione dei fenomeni criminali. Nelle medie e grandi città, ad ogni Volante viene assegnata una specifica zona di competenza (che può essere coperta anche da più equipaggi in caso in quartieri ad alta densità di popolazione o fenomeni criminosi). Con il Nucleo Radiomobile dell'Arma dei Carabinieri si dividono in macrosettori il controllo del territorio cittadino. L'organizzazione e la gestione operativa delle attività di pronto intervento è affidata alla sala operativa che, in forma coordinata con le centrali operative dei Comandi Provinciali dei Carabinieri gestisce le esigenze più disparate, confluite al NUE 112 (ove attivo) o al 113.
Ogni turno di volante è diretto da un ispettore coordinatore, che è il responsabile di tutto il Reparto; è proprio il coordinatore che, ad inizio turno, decide la formazione degli equipaggi, le zone da assegnargli e le Volanti che devono espletare gli eventuali servizi diversi dal pronto intervento (servizi specifici di pattugliamento e prevenzione, vigilanze fisse, piantonamenti, trattazioni di arrestati/fermati, cambi, ecc.).
Bisogna ricordare che le Volanti, oltre al servizio di repressione, svolgono anche un'altra tipologia di lavoro spesso sottovalutato ma importantissimo: il servizio di prevenzione. I poliziotti delle Volanti, che conoscono il loro territorio di giurisdizione e la gente che abitualmente lo frequenta, osservano attentamente ciò che li circonda mentre non effettuano interventi (in gergo "normale servizio", ossia attività di perlustrazione); tale osservazione permette sia di intervenire tempestivamente in caso di bisogno sia di scoraggiare eventuali malintenzionati attraverso la presenza stessa degli agenti.

## Sistema Radio
Il sistema di comunicazione radio a partire dalla fine degli anni ’70 e inizio ’80 fu rivoluzionato tecnologicamente con l'introduzione di tecnologie affidate all’ azienda toscana O.T.E. di Firenze, "Officine Toscane Elettromeccaniche", creata da un gruppo di radioamatori, fu scelta per le tecnologie che era in grado di produrre dato che aveva già progettato apparecchiature per uso militare.
Attraverso l'introduzione di selettive radio con tecnologia ZVEI, si poteva identificare la pattuglia che chiamava la centrale e molte altre funzioni.
A causa del terrorismo ci fu inoltre l'esigenza di aumentare la segretezza delle comunicazioni e l'azienda TELSY di Torino, specializzata in sistemi di sicurezza in campo delle telecomunicazioni, venne scelta per creare delle schede in grado di criptare le comunicazioni radio. Ogni apparato radio venne dotato di questa tecnologia. Attualmente in molte città si sta lentamente abbandonando tale sistema radio per utilizzare la più moderna tecnologia digitale TETRA o DMR, che oltre alla sicurezza e segretezza delle comunicazioni permette una interconnessione con altre centrali radio, di linee telefoniche e di sistemi internet per l'accesso a banche dati, il tutto in piena mobilita'.

## Automezzi in dotazione

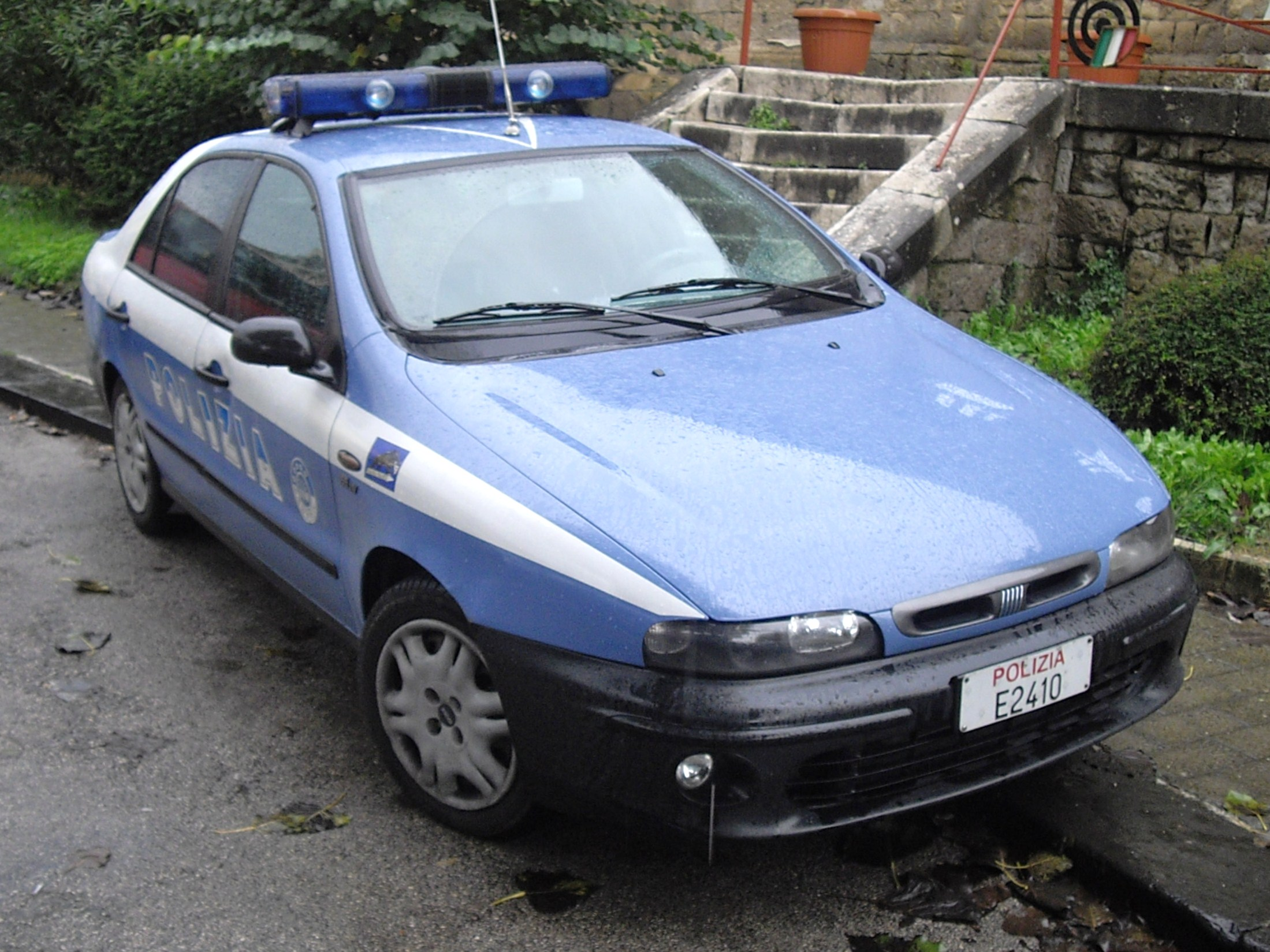
Una Fiat Marea, prima pantera ad essere specificatamente studiata per i compiti di polizia

Le autovetture in dotazione al reparto sono dette ufficialmente Volanti e chiamate in gergo  pantere, per via del tradizionale distintivo sulle fiancate. Le più recenti autovetture utilizzate per svolgere questo servizio sono le Alfa Romeo 159 2.4 JTDm da 200 CV, le Fiat Bravo 2.0 M-JET da 165 CV introdotte nel 2011, e le SEAT León 2.0 da 150 CV, introdotte nel 2015.
Dal 2018 sono state introdotte anche le Alfa Romeo Giulietta, con motore turbodiesel 2.0 da 150 CV.
Da notare che i motori turbodiesel hanno praticamente soppiantato quelli a benzina aspirati, per le migliori prestazioni erogate (accelerazione e ripresa) a fronte di consumi contenuti ed elevata autonomia operativa. Inoltre tutte le Volanti sono appositamente studiate per poter espletare i compiti di pronto intervento con soli due operatori a bordo, ovvero autista e capo pattuglia. Le prime autovetture così specificatamente costruite furono le Fiat Marea 2.0 HGT.

### Alfa Romeo 159
Il motore utilizzato per le Alfa Romeo 159 della Polizia è il 2.4 JTDm da 5 cilindri e 20 valvole, erogante una potenza di 200 CV, abbinato ad un cambio meccanico a sei marce F40; esso è capace di imprimere una velocità massima di 228 km/h e di passare da 0 a 100 km/h in soli 8,4 secondi.
L'allestimento, realizzato direttamente nella fabbrica di Pomigliano d'Arco, comprende gli accessori previsti anche nelle autovetture di serie (ABS ed EBD, climatizzatore bi-zona, airbag anteriori, laterali e per le ginocchia), VDC ed altri specifici appositamente richiesti. Tra questi la parziale blindatura, i vetri antisfondamento, la paratia in policarbonato ed acciaio che separa i posti posteriori da quelli anteriori. Circa i dispositivi acustico-luminosi sul tetto, con la 159 fa il suo esordio la barra rettangolare con lampeggianti blu completamente a tecnologia LED; in più, due fari a LED bianchi sulla parte anteriore, due laterali come i precedenti, due fari di segnalazione a LED ambra posteriori ad accensione alternata e un faro di ricerca a LED bianchi, brandeggiante, alloggiato all'interno della barra stessa, dove all'occorrenza può elevarsi dalla parte superiore per essere usato. 
A tutto ciò si aggiungono scompartimenti per riporre le dotazioni individuali di difesa, la predisposizione per gli apparati di comunicazione, navigazione, nonché un serbatoio antiscoppio.
Il bagagliaio è attrezzato per riporvi: una borsa da primo soccorso, un estintore, vari cartelli e coni stradali, armamenti e munizioni ausiliarie nonché tutte le centraline di controllo dei vari dispositivi installati.

### Fiat Bravo
Le Fiat Bravo sono equipaggiate con il motore 1.9 e 2.0 M-Jet da 150 e 165 CV. Nonostante una potenza nettamente inferiore alla 159, grazie al peso contenuto, questa vettura è in grado comunque di erogare prestazioni equiparabili a quella della sorella maggiore.
Esistono due versioni della Fiat Bravo in dotazione alla Volante: la prima, introdotta nel 2011, possiede i medesimi lampeggianti a LED dell'Alfa 159 (costituiti da una barra rettangolare), mentre la seconda, introdotta nel 2013, possiede lampeggianti di forma ovale dotati anch'essi di tecnologia LED.

### Seat León
Le SEAT León sono dotate di un motore 2.0 litri TDI turbodiesel da 150 CV.
L'abitacolo è diviso in due da un pannello di policarbonato trasparente.
Sul cruscotto è allestito un sistema informatico che permette il collegamento in tempo reale con le Banche dati delle Forze di Polizia, della Motorizzazione e dell'ANIA. Oltre alle interrogazioni in mobilità, l'apparato opera in rete (networking) con il software delle sale operative, a cui può inviare foto e video (observation).
L'auto è parzialmente blindata e con vetri antisfondamento. Portiere e vetri posteriori, a comando elettrico, possono essere sbloccati solo dall'equipaggio per consentire il trasporto in massima sicurezza di eventuali persone in stato di arresto. Sul tetto i dispositivi elettro-acustici sono accorpati in una barra attrezzata multifunzione che comprende luci di emergenza, faro orientabile e pannello luminoso integrato aerodinamicamente sulla parte superiore della barra. Quest'ultimo dispositivo, permette di segnalare agli utenti della strada diversi tipi di situazione di pericolo.
Le León sono verniciate secondo la nuova livrea già adottata dalle Lancia Delta dei Reparti Prevenzione Crimine nel 2014; questa livrea, oltre ad una nuova scritta POLIZIA in bianco sulle fiancate, dispone di una linea tricolore su ambo i fianchi che parte dal cofano e termina nella parte centrale della vettura, ed è situata sotto la fascia bianca.

### Alfa Romeo Giulietta
La specifica versione, che monta il classico 2.0 JTDm euro 6 da 170 CV con cambio a 6 marce TCT, adotta la classica colorazione delle Volanti e ha cerchi in acciaio con borchie di plastica. Sul tetto è installata una barra attrezzata multifunzione che comprende lampeggianti, faro orientabile e pannello luminoso integrato aerodinamicamente con la carrozzeria. L'abitacolo è diviso in due zone da un pannello in policarbonato ed acciaio sul quale, nella parte anteriore, trovano posto due torce e i manganelli; sulla plancia sono collocati il tablet del sistema di comunicazione Mercurio e la radio veicolare in dotazione.
Sulla consolle centrale davanti al cambio trova posto una specifica pulsantiera per l'azionamento dei lampeggiatore e della sirena, che funzionano sia in modo combinato che separato, con la possibilità di trasferire il comando sirena al posto del clacson nel volante, per un pronto impiego del dispositivo in prossimità dei crocevia. Le portiere presentano una tasca contenente il giubbotto antiproiettile e i sedili presentano i supporti in acciaio per l’alloggiamento dell’arma lunga Beretta PM12 in attuale dotazione. La parte posteriore dell'abitacolo, allestita interamente in policarbonato è destinata al trasporto di eventuali soggetti in stato di fermo. Sul fondo dell’auto sono previsti dei robusti tappetini in gomma a protezione della moquette. Nel vano di carico è presente ulteriore componentistica che serve a far funzionare l’apparato radio che si divide in una unità primaria e in un frontalino definito telecomando a disposizione degli agenti sulla plancia, oltre che l'estintore ed altre dotazioni di sicurezza.

### Alfa Romeo Giulia
Con un anno di differenza rispetto a Carabinieri e Finanza, anche la Polizia di Stato arruola l'Alfa Romeo Giulia come Pantera. Già esistevano due esemplari di Giulia in versione Veloce, ma destinate alla Polizia Stradale. Rispetto all'allestimento per Arma e Finanza, vi sono delle differenze: i dispositivi luminosi, qui con barra led Traffic Storm; la cellula posteriore per trasporto detenuti è classica, cioè permette il trasporto di due fermati, mentre nell'altro allestimento è unica, quindi capace di trasportare un solo fermato ma anche un terzo operatore in totale sicurezza; i lampeggianti nano-LED supplementari sono inseriti sui montanti del logo Alfa Romeo come nella Giulietta, e non sugli specchietti retrovisori.
La livrea, ovviamente con i colori della Polizia di Stato, differisce da quella delle Giulia in dotazione alla Polizia Stradale.

### Alfa Romeo Tonale
La prima Pantera in carrozzeria crossover, l'Alfa Romeo Tonale viene arruolata nel corso del 2023 con la motorizzazione 1.5 160 CV MHEV TCT7. L'allestimento non differisce da quello della sopracitata Giulia.

## Motomezzi in dotazione
Le singole questure possono anche attivare i cosiddetti servizi motomontati, costituito da due operatori equipaggiati con varie motociclette - Yamaha Ténéré 660, BMW 750 GS, Yamaha Tracer 9 e MV Turismo Veloce tra le altre: tali motociclette possono essere acquistate con un bando ministeriale, oppure essere donate dalle singole case motoristiche. Il nome gergale delle moto in uso alla Squadra Volante è Nibbio.

## Equipaggiamento e Dotazioni
- pistola beretta 92FS per ciascun componente
- una pistola mitragliatrice beretta M12
- due giubbetti antiproiettile
- due torce elettriche
- due radio portatili
- spray al peperoncino per ciascun componente
- un taser, solitamente in dotazione al capo pattuglia
- un paio di manette per componente
- un paio guanti antitaglio per componente
- un paio di fasce in velcro multiuso a  componente
- due caschi da ordine pubblico
- due sfollagente

### Yamaha Tracer 9
Nell'estate del 2022 vengono presentate le nuove Yamaha Tracer 9, acquistate dalla Polizia di Stato in ben 170 esemplari. L'allestimento di tali moto presenta i loghi e i colori della tradizionale livrea istituzionale, faro lampeggiante a tecnologia LED montato su un palo telescopico ad estensione manuale, coppia di lampeggianti frontali a tecnologia LED integrati al parabrezza di serie, kit sonoro costituito da una coppia di altoparlanti in neodimio con profilo ribassato, master e slave provvisti di modulo elettronico, sistema di gestione con pulsantiera stagna dotata di pulsanti retroilluminati e predisposizione radio veicolare per la connessione alla sala operativa.

## Galleria d'immagini

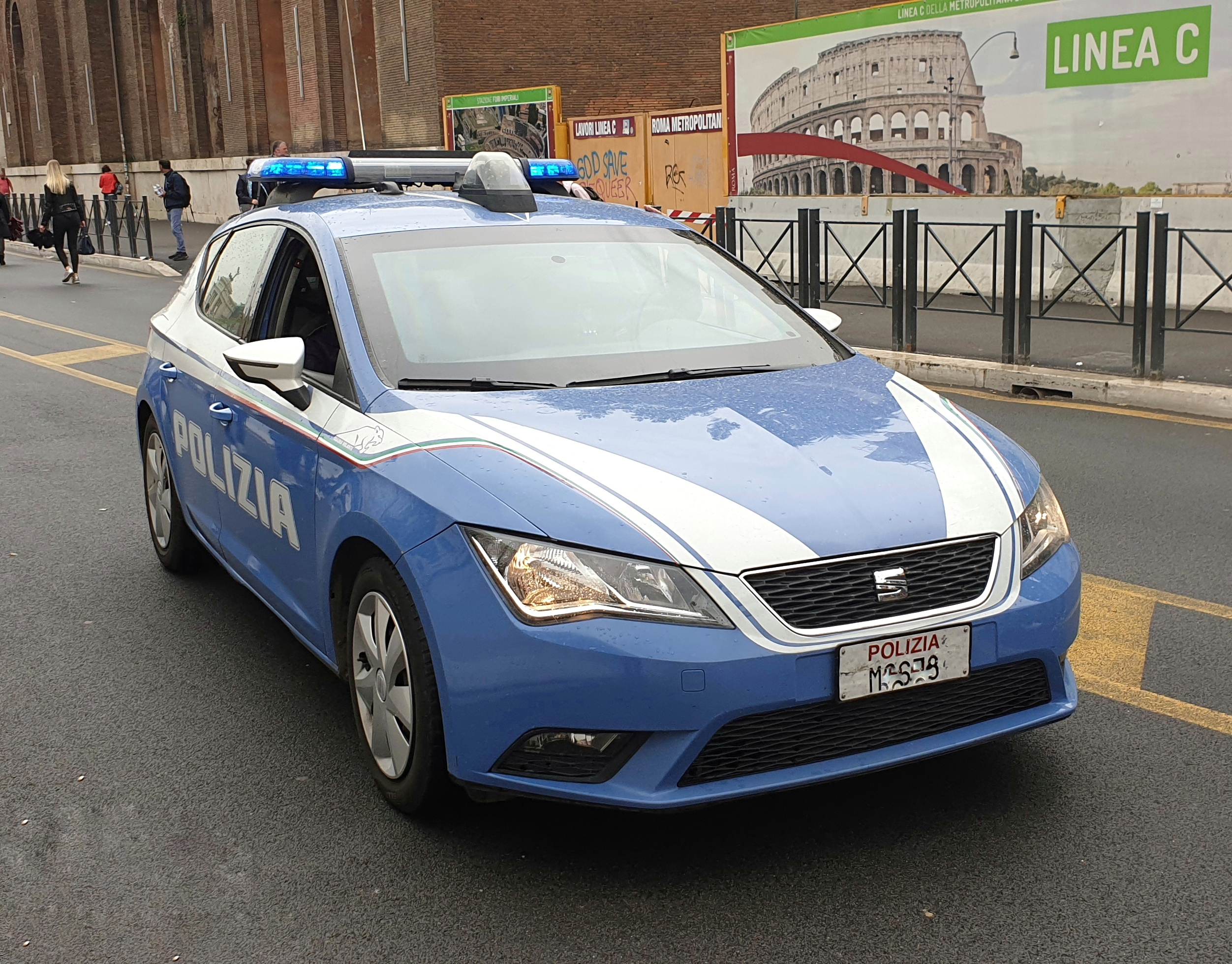
Una SEAT León in servizio presso Roma
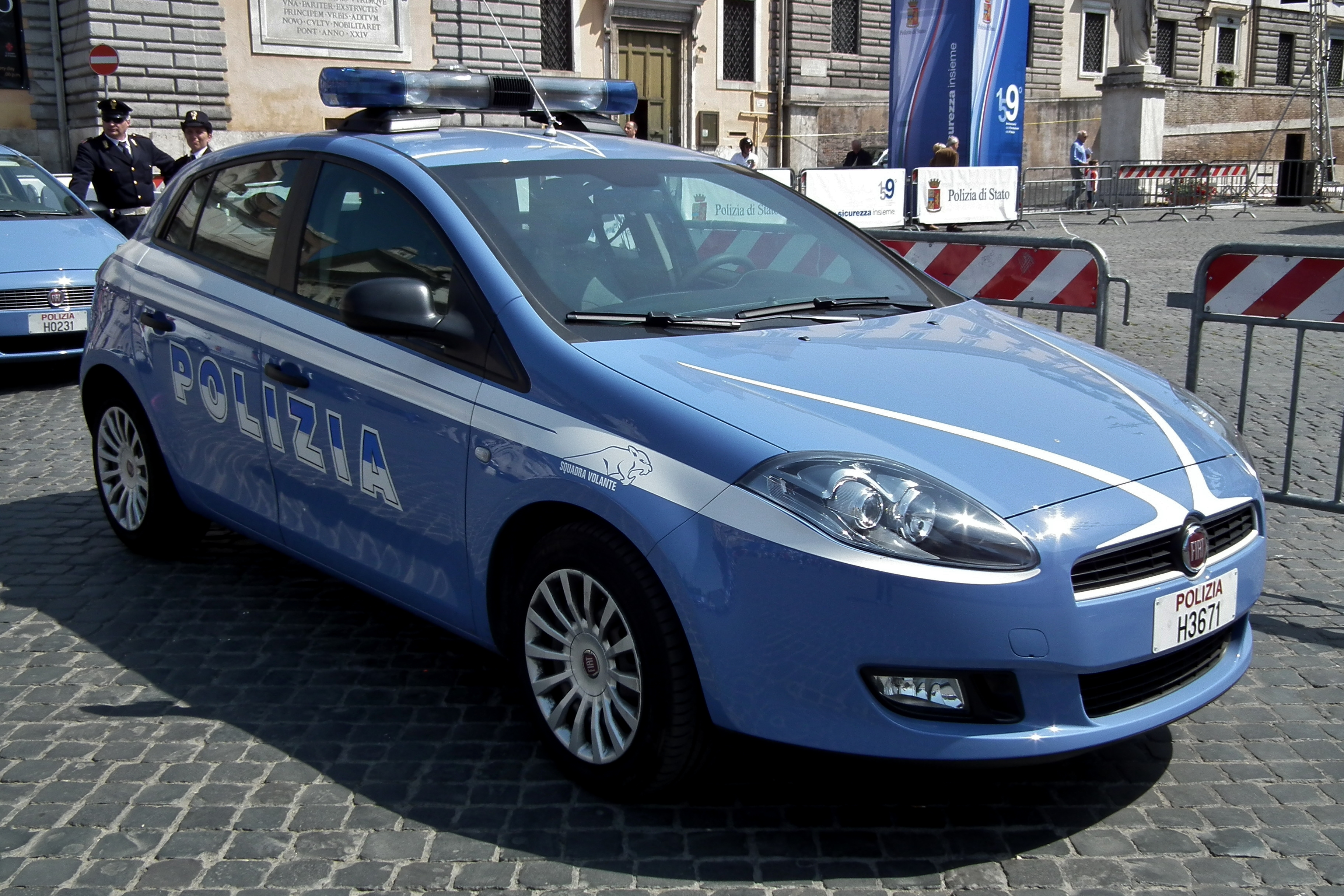
Una delle prime Fiat Bravo (come si può notare dalla barra lampeggiante) introdotte nel 2011
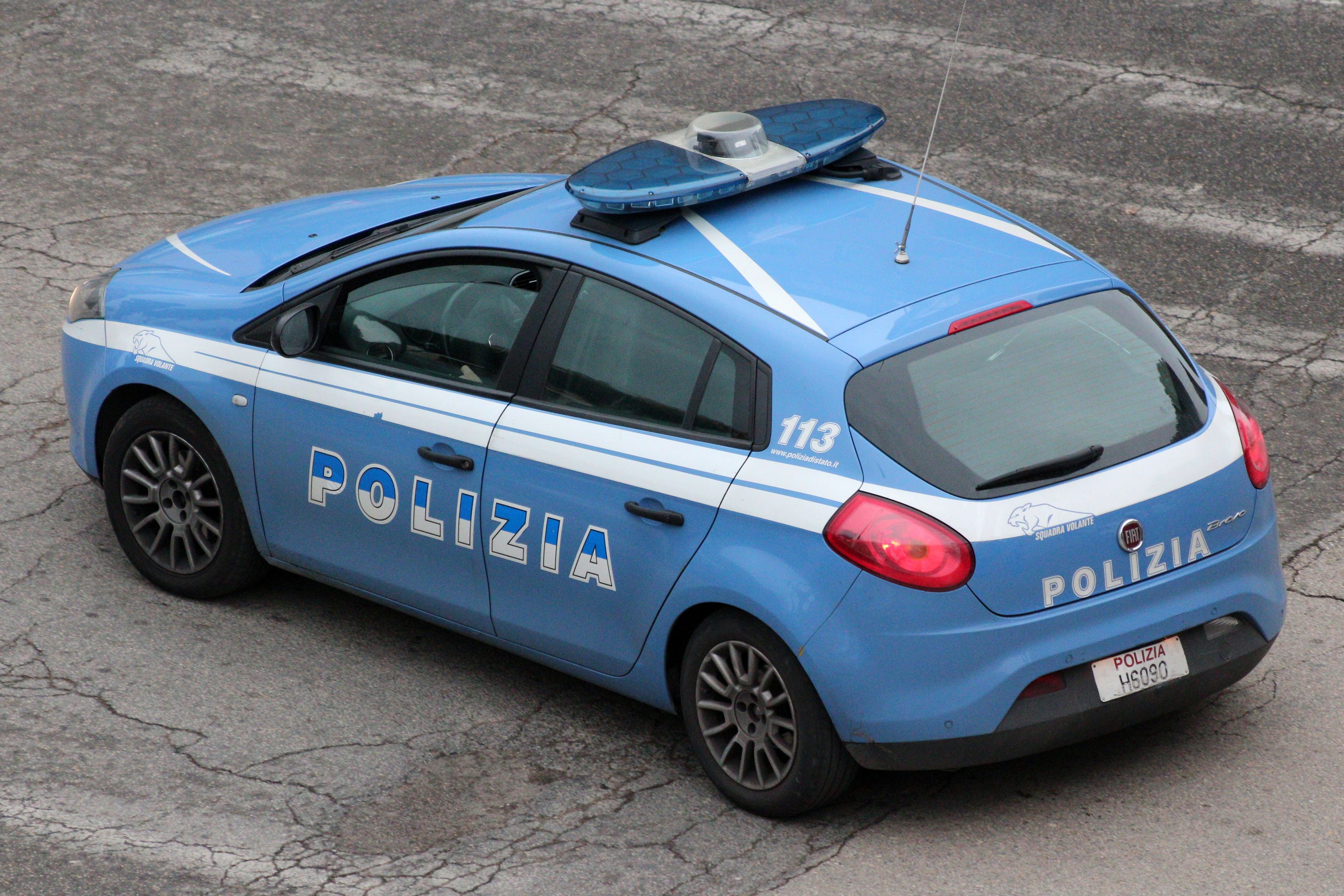
Una Fiat Bravo. Si può notare, dal lampeggiante, che questa fa parte delle Bravo introdotte più recentemente (2013)
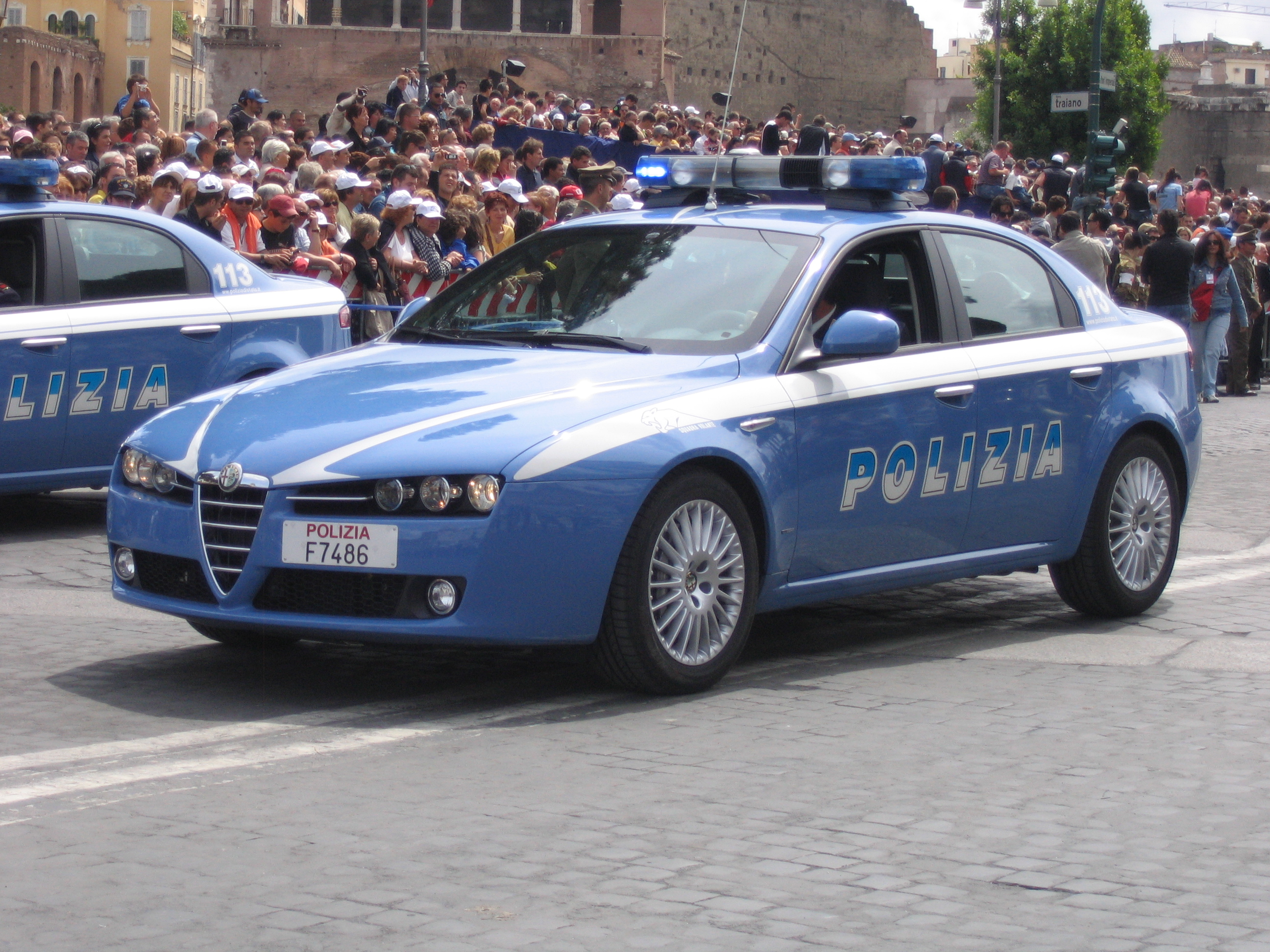
Un'Alfa Romeo 159, l'auto di punta della Squadra Volante
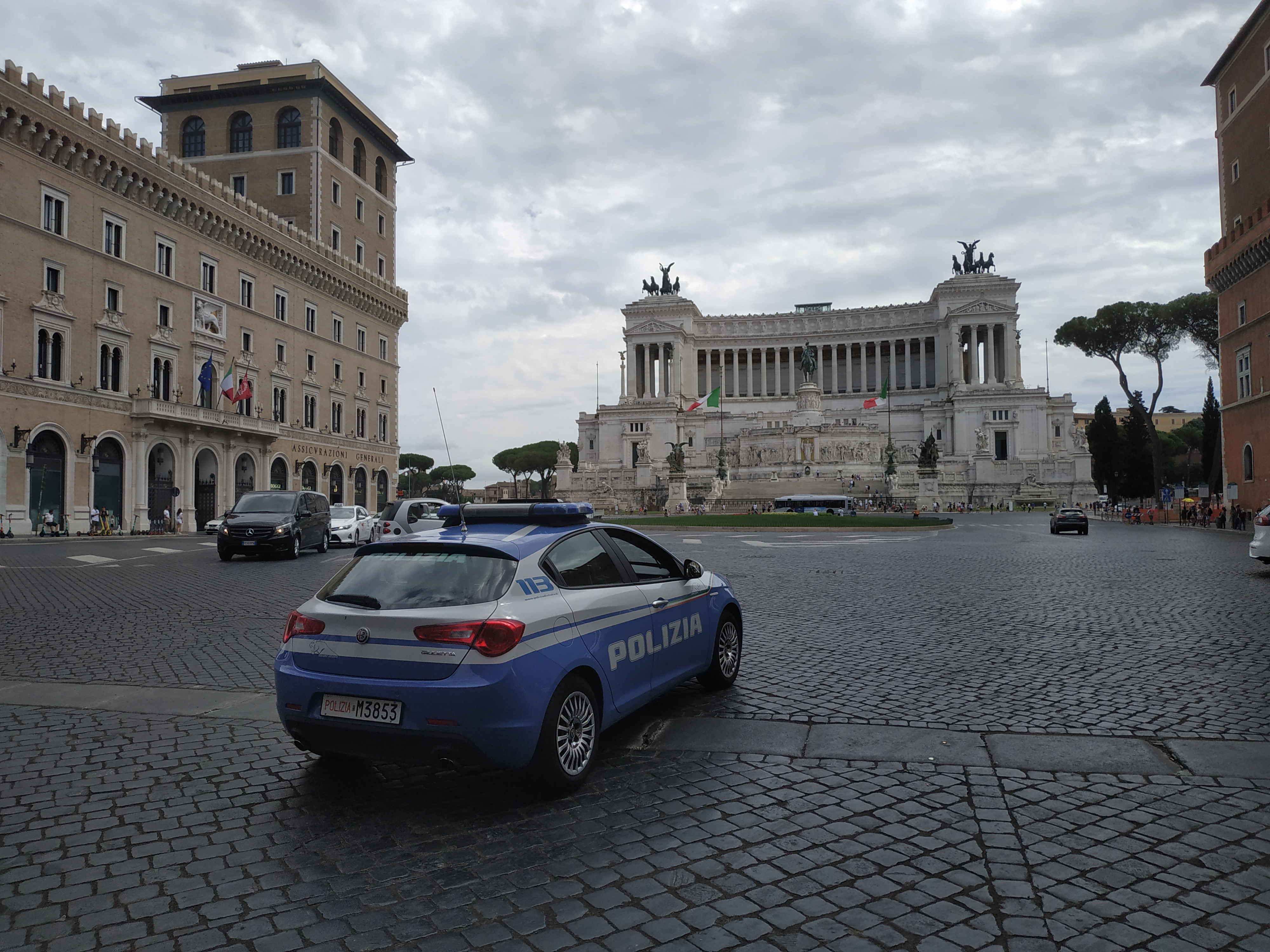
Un'Alfa Romeo Giulietta davanti all'Altare della Patria. Notare la pantera stilizzata sul portellone posteriore.
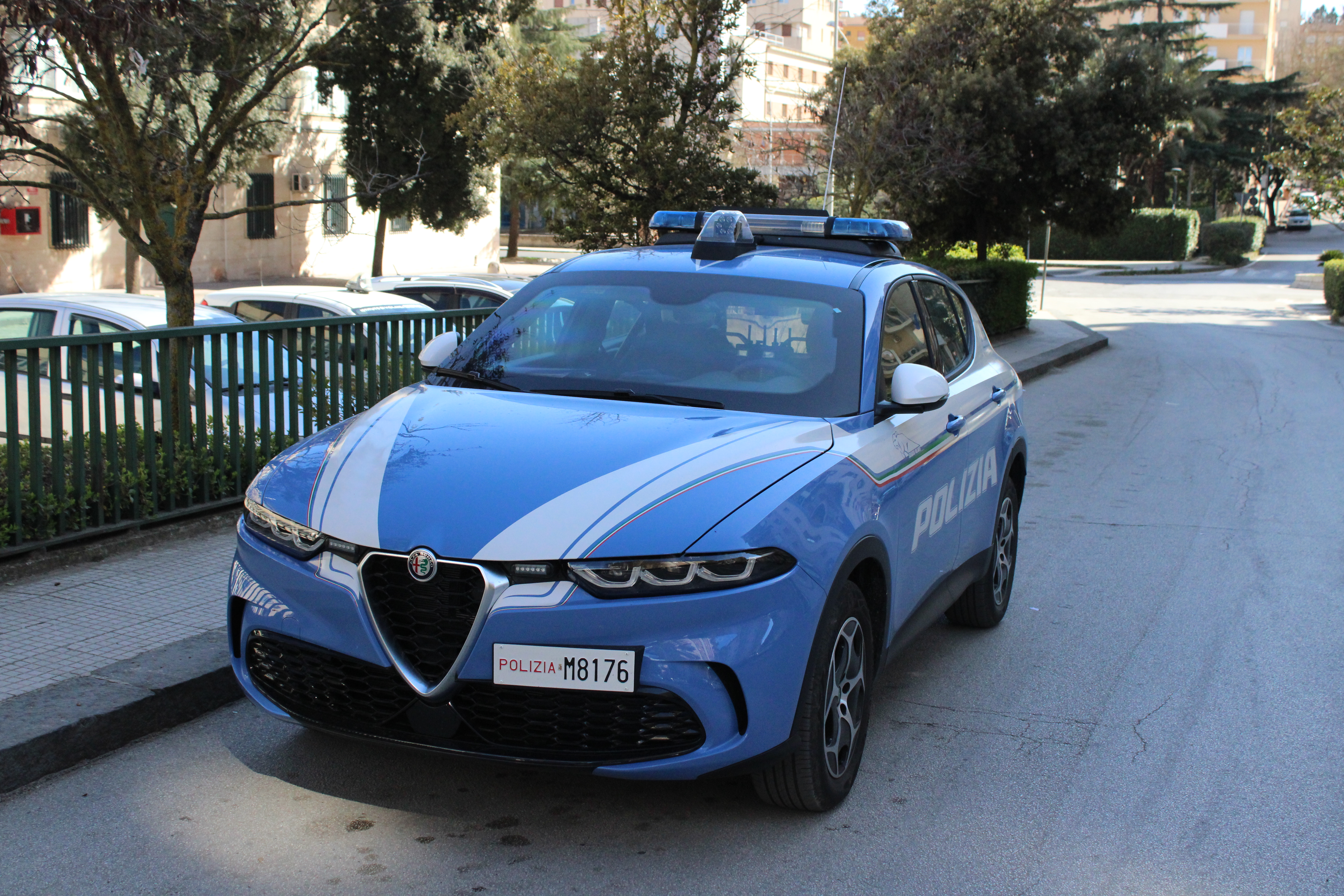
Un'Alfa Romeo Tonale della Questura di Caltanissetta.